# 64 Ōzumō 2
64 Ōzumō 2 est un jeu vidéo de sumo sorti en 1999 sur Nintendo 64. Le jeu a été développé et édité par Bottom Up. Il s'agit de la suite de 64 Ōzumō qui est également sorti sur Nintendo 64.